# Biblioteca dell'Abbazia di San Gallo
La biblioteca dell'abbazia di San Gallo (in tedesco Stiftsbibliothek St. Gallen), fondata nell'VIII secolo e ricostruita nel XVIII secolo in stile Barocco Rococò, è una delle biblioteche monastiche più importanti e antiche nel mondo (compresa la Biblioteca Apostolica Vaticana). Fa parte dell'Abbazia di San Gallo risalente al VII secolo e della sua chiesa abbaziale di San Gallo, a San Gallo, nella Svizzera tedesca.
Dedicata a San Gallo di Svizzera e San Othmar di San Gallo, l'insieme dell'abbazia è inscritta tra i primi siti del patrimonio mondiale dell'Organizzazione delle Nazioni Unite per l'Educazione, la Scienza e la Cultura (UNESCO) nel 1983, come «esempio perfetto del grande monastero carolingio del Sacro Romano Impero germanico». La chiesa abbaziale e la biblioteca sono ugualmente inscritti all'Inventario svizzero dei beni culturali d'importanza nazionale e regionale.

## Storia
Questa biblioteca benedettina venne fondata dall'abate Waldo di Reichenau (740-814) nell'attuale vecchia città di San Gallo, durante l'epoca della fondazione degli Stati Pontifici nel 754 per donazione di Pipino il Breve a Papa Stefano II e della fondazione officiale dell'Impero carolingio/Sacro Romano Impero Germanico con l'incoronazione dell'Imperatore Carlo Magno del 25 dicembre dell'800 nella Basilica di San Pietro a Roma.

È una delle biblioteche monastiche più antiche e importanti al mondo, scuola monastica e uno dei più importanti scriptorium (centro di scrittura per copisti e d'illuminazione del Medioevo) con quasi 160 000 di opere originali di cui 2 100 manoscritti copiati tra il VIII secolo e il XV secolo, 1 650 incunaboli e numerosi codici, vecchi libri e documenti stampati.

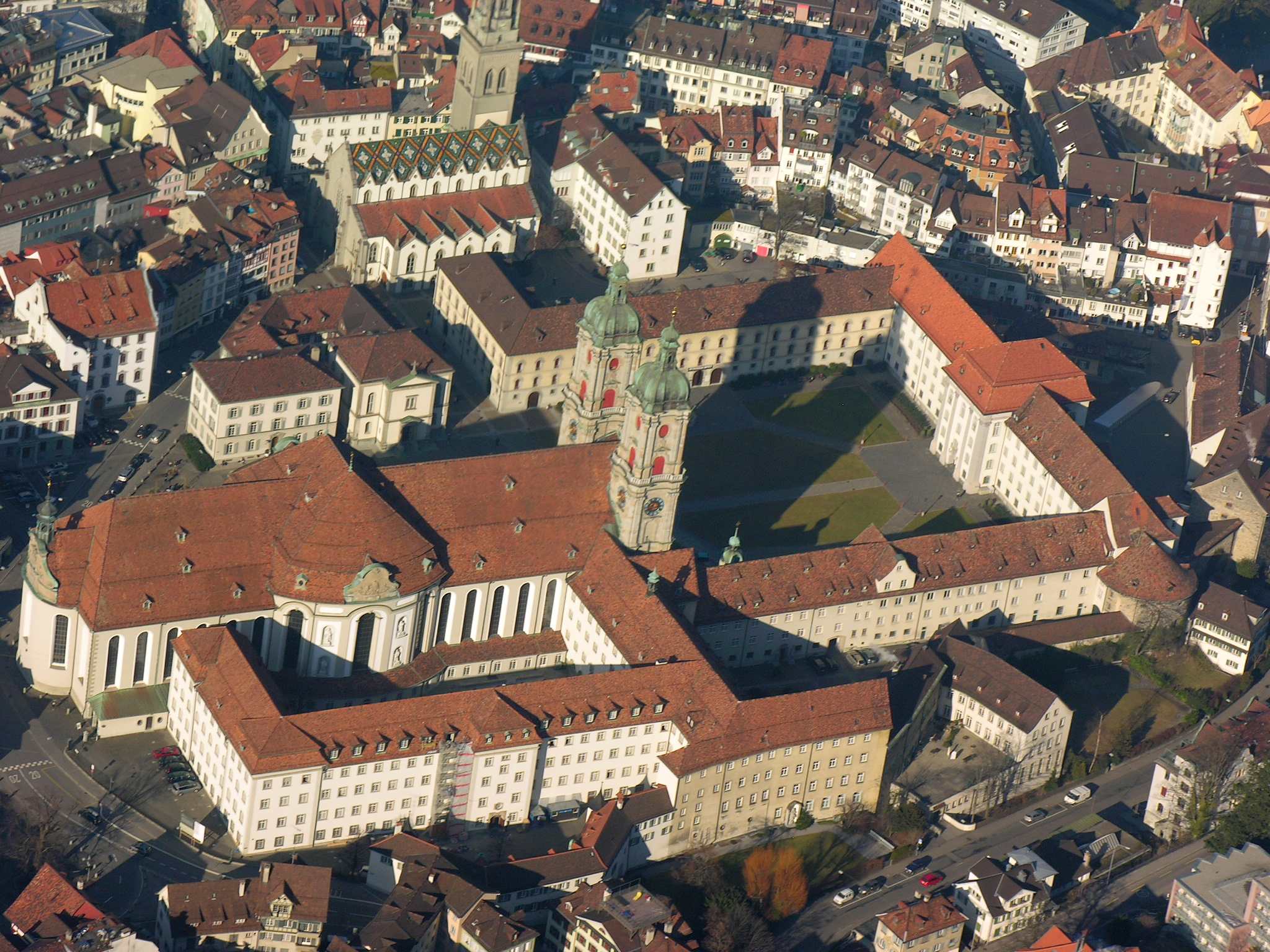
Abbazia di San Gallo
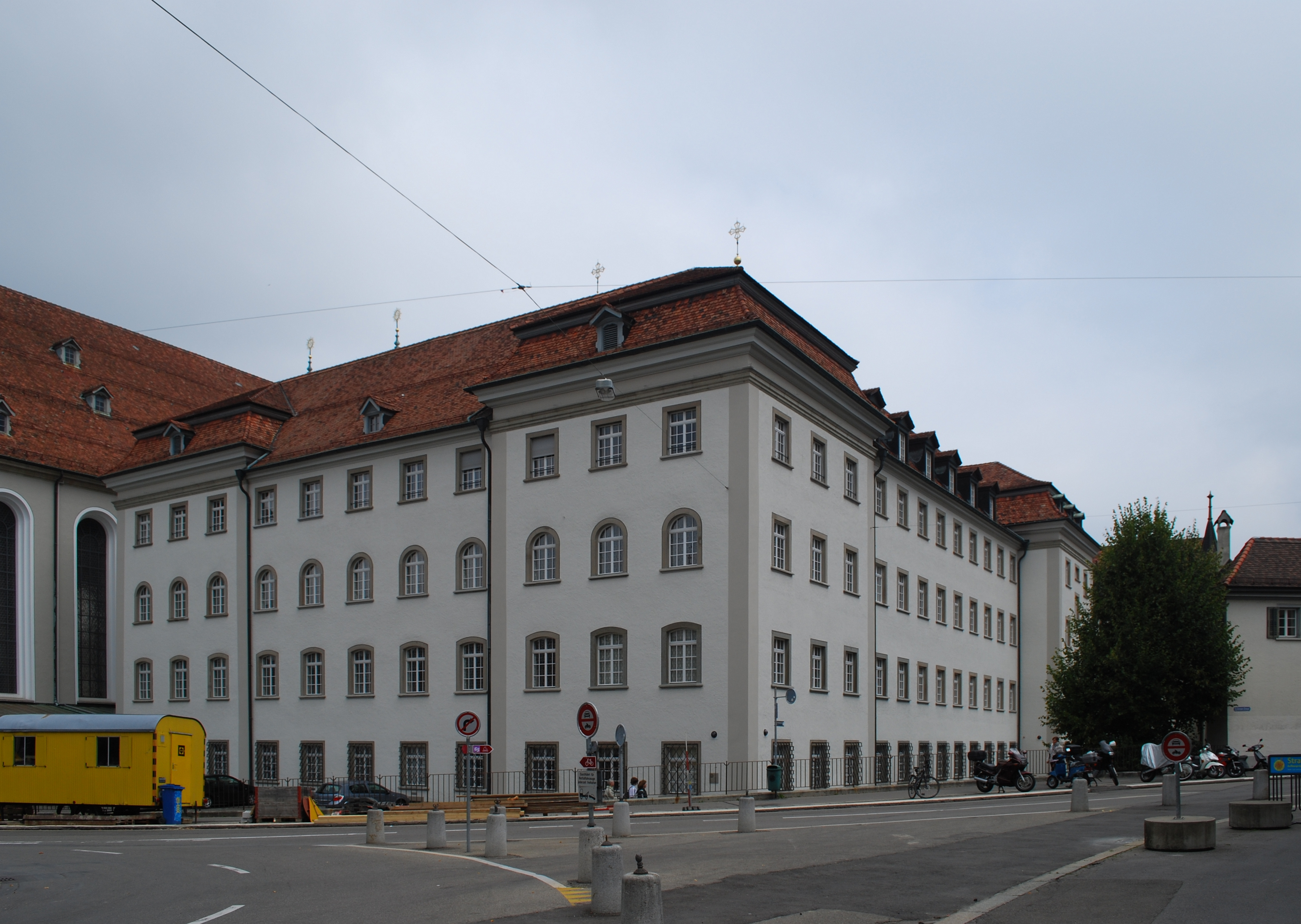
Primo e secondo piano dell'ala esterna nord-ovest del monastero
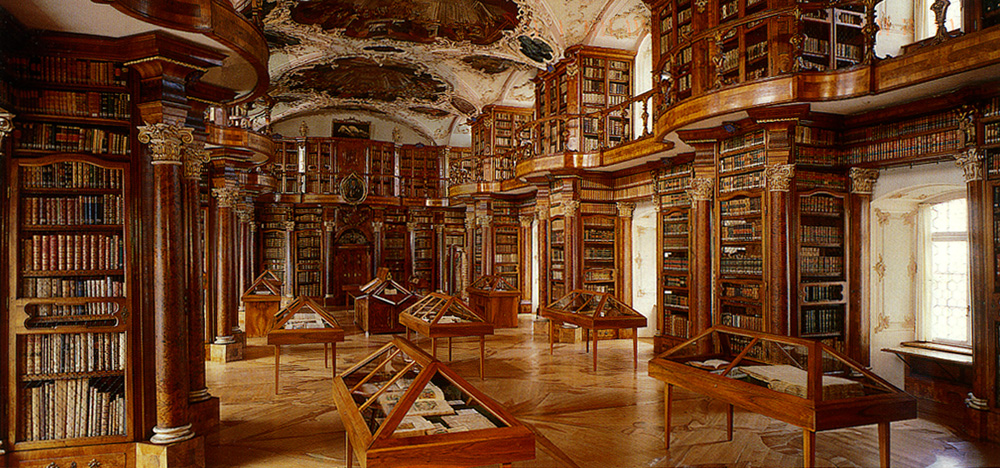
Sala in stile Barocco Rococò della biblioteca monastica di San Gallo

La sala attuale della biblioteca è stata interamente ricostruita tra il 1758 e il 1767 (circa 100 anni dopo la sua fondazione dal principe-abate del Sacro Romano Impero Célestin II Guffer di Staudach (1740-1767) e dall'architetto austriaco Peter Thumb in stile Barocco tardo Rococò. L'inscrizione «psyches iatreion» (farmacia dell'anima in greco antico) è inscritta al di sopra della porta d'entrata della biblioteca.

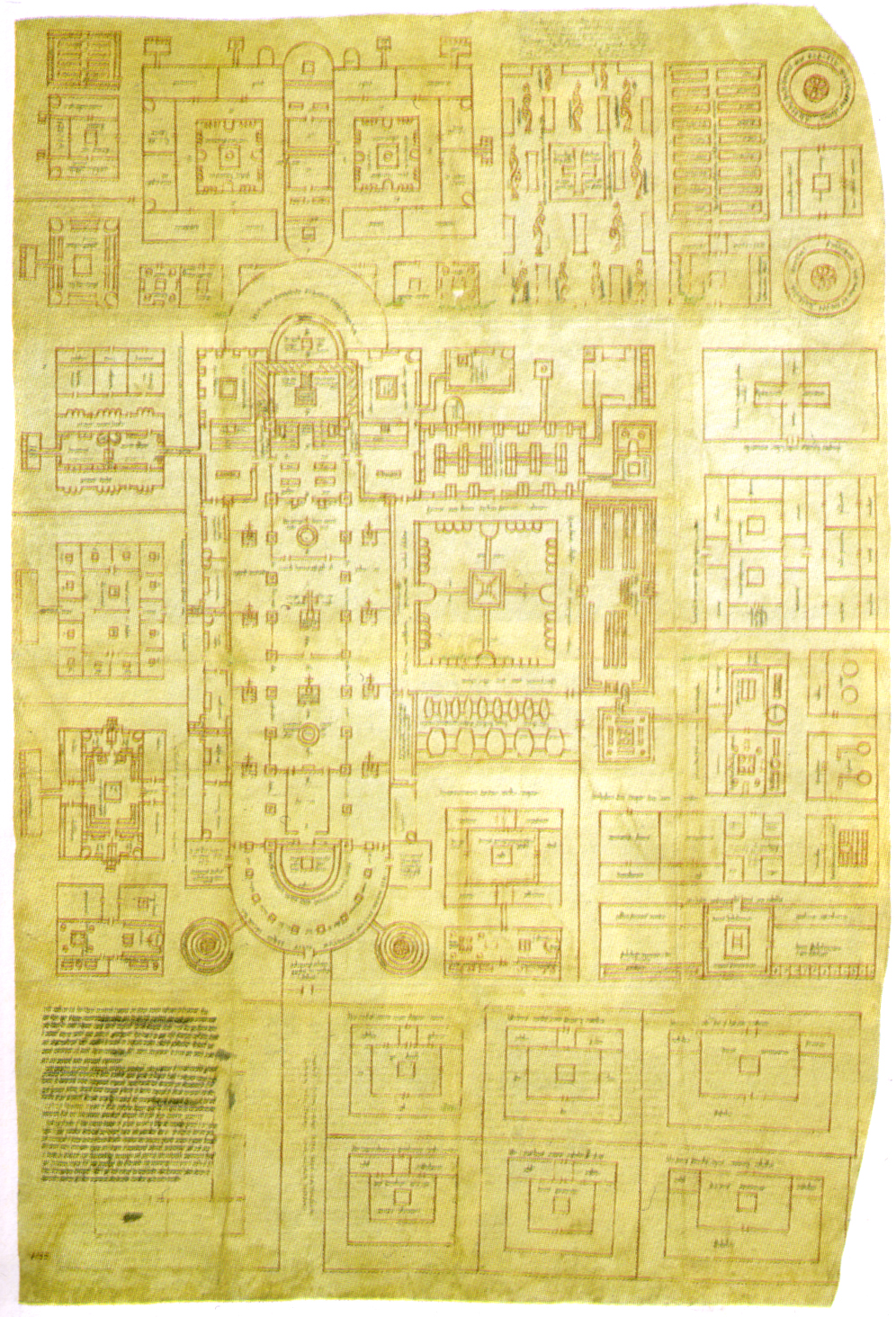
Pianta di San Gallo del IX secolo
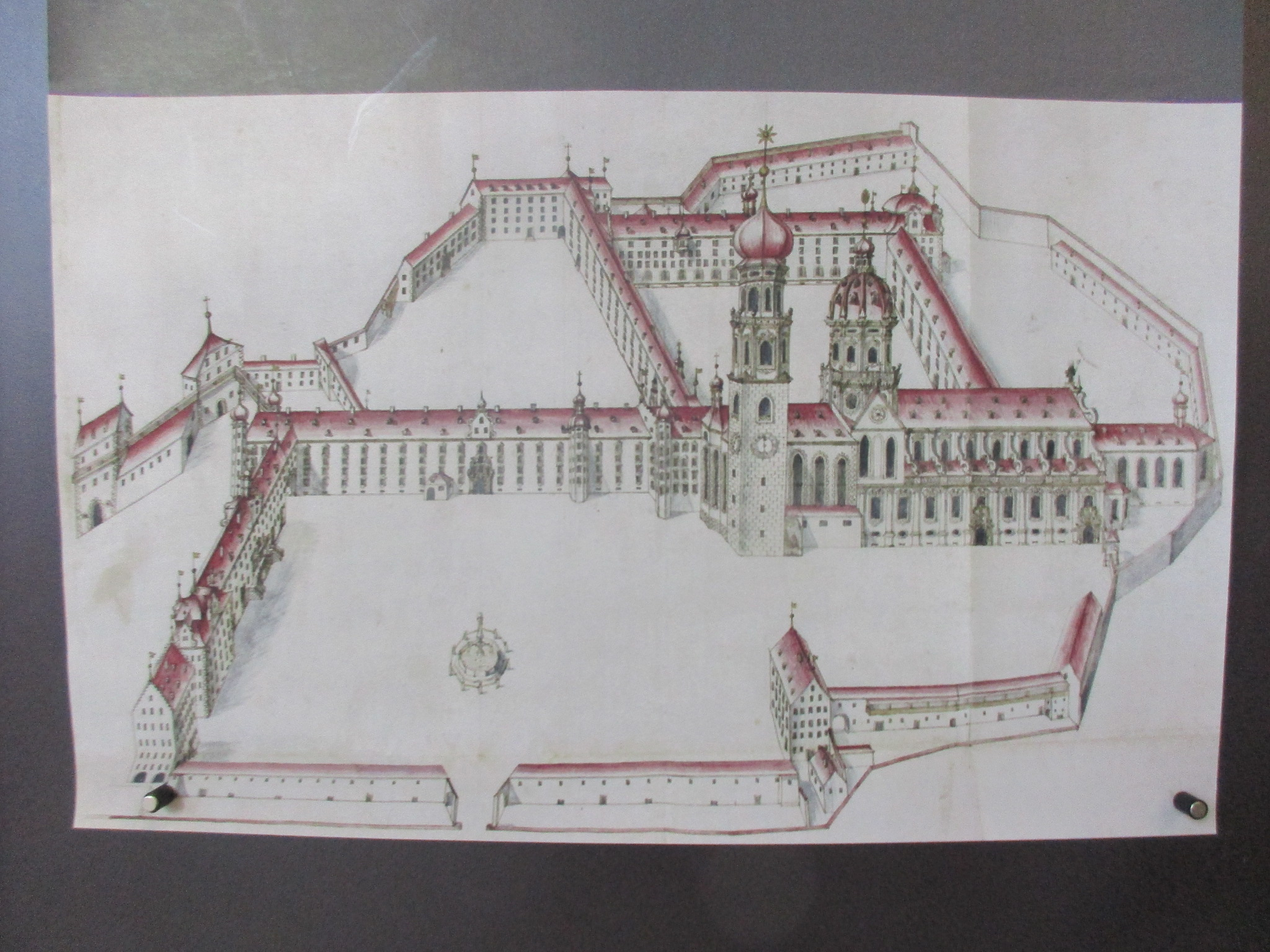
Antica abbazia e chiesa abbaziale carolingia
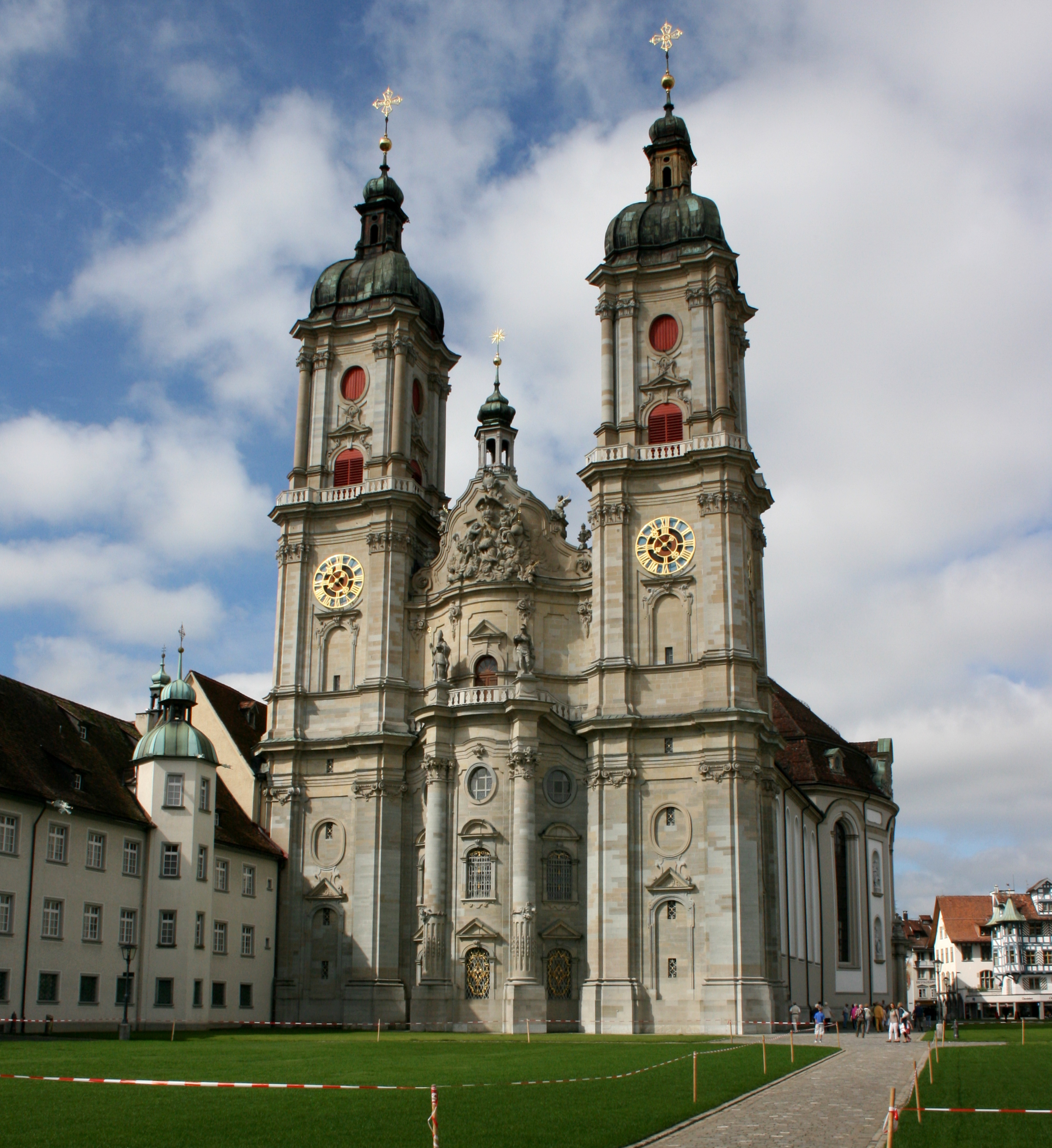
Chiesa abbaziale di San Gallo
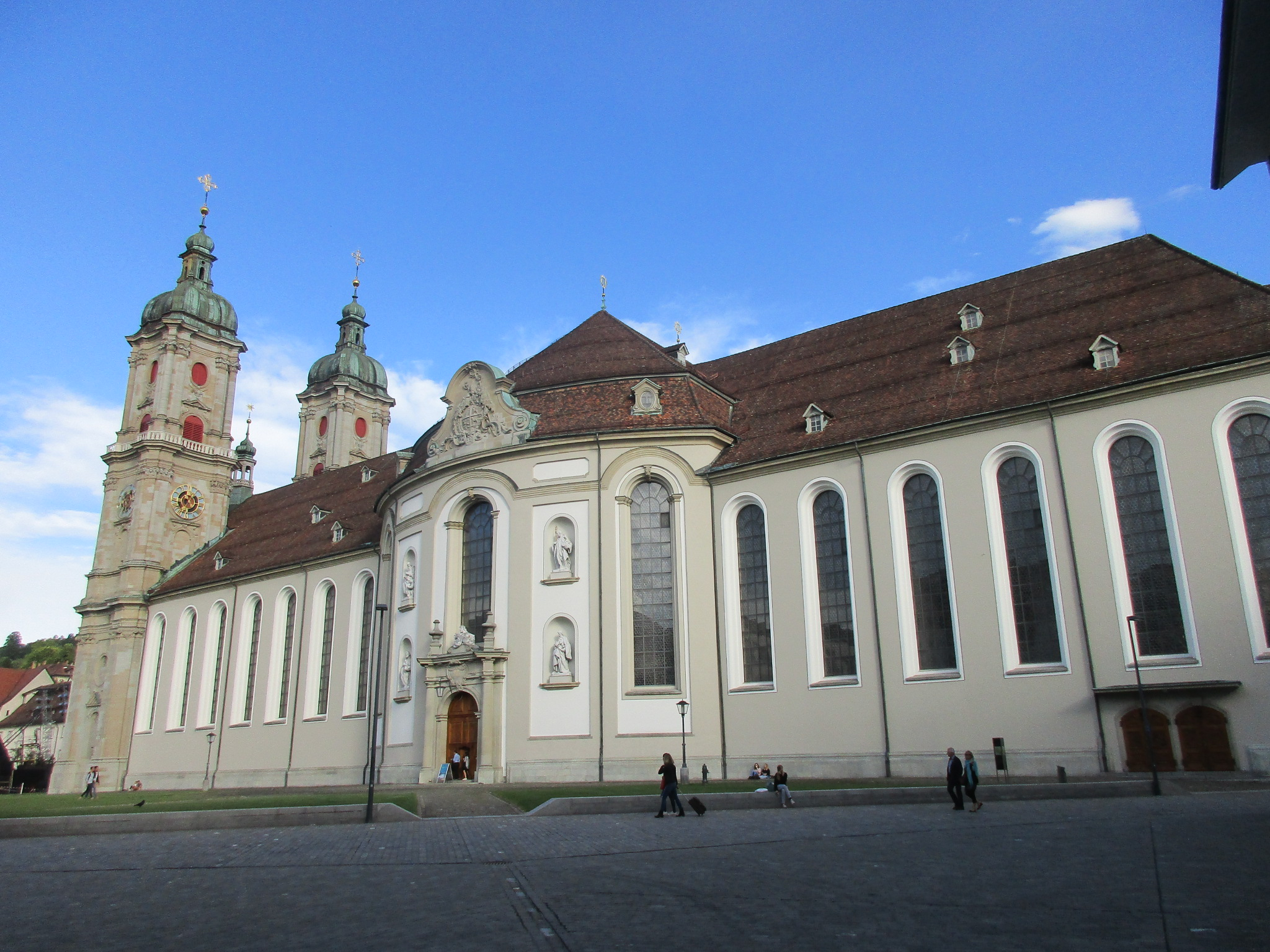
Chiesa abbaziale di San Gallo

L'abbazia di San Gallo, la sua scuola e la sua biblioteca, sulle rive del lago di Costanza al confine svizzero-tedesco e svizzero-austriaco, fu per tutto il Medioevo carolingio e poi feudale uno dei centri culturali più importanti, prestigiosi e influenti del Sacro Romano Impero, dell'Occidente cristiano e dell'espansione della cristianità nel Medioevo.

## Alcune opere
La Biblioteca dell'abbazia di San Gallo conserva circa 160 000 opere originali di cui 2 100 manoscritti copiati dall'VIII secolo al XV secolo, 1650 incunaboli e numerosi codici, vecchi libri di letteratura medievale e documenti stampati tra cui: Antifonale di Hartker, La Canzone dei Nibelunghi, Codex Ambrogans, Codex Sangallensis 48, Codex Sangallensis 878, Cantatorium di San Gallo, Evangeliario di San Gallo, Neume sangallien, Onciale 0130, Pianta di San Gallo, Salterio d'oro di San Gallo...

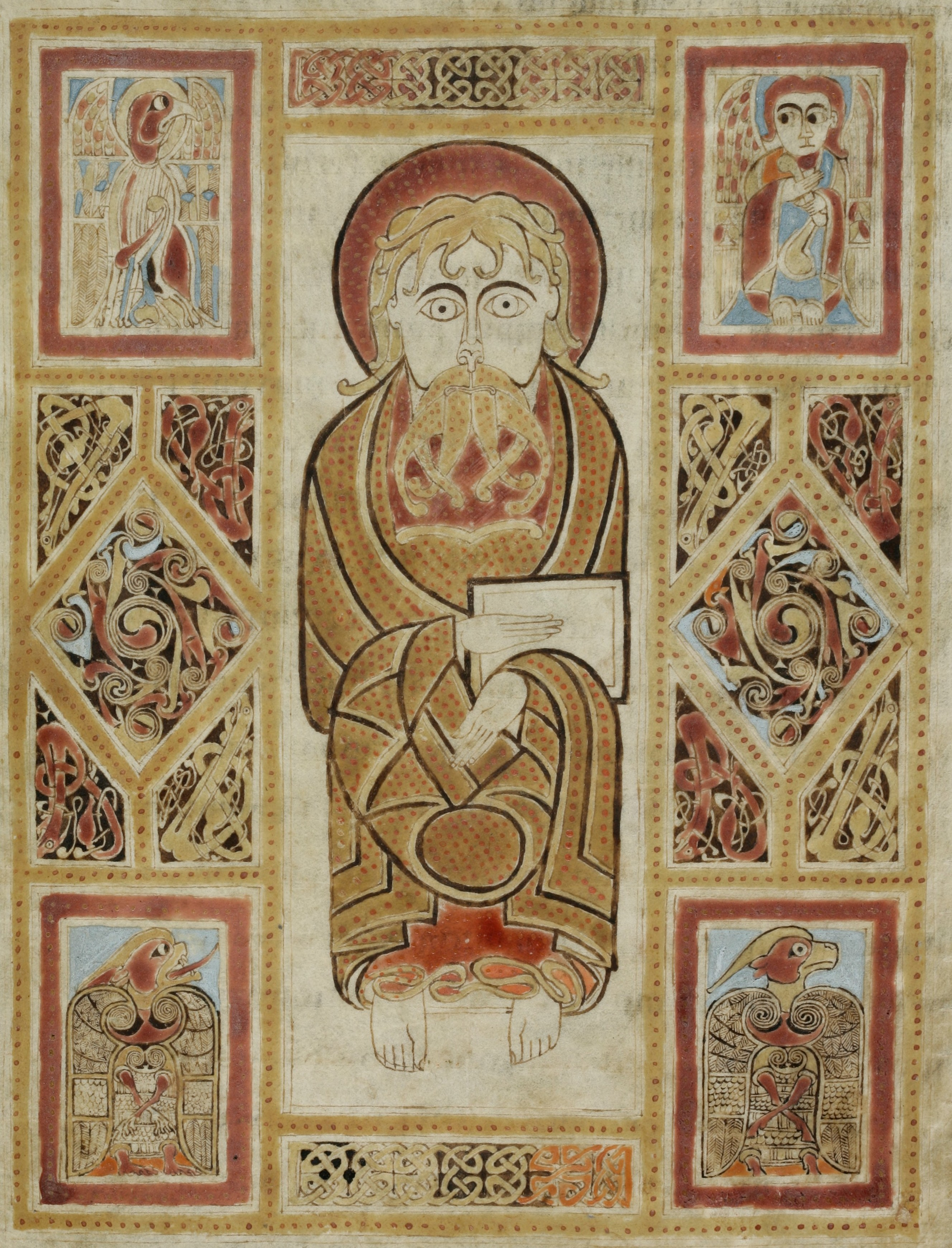
Evangeliario di San Gallo
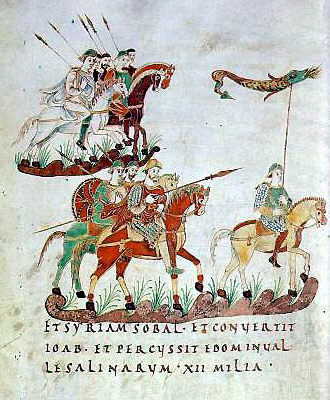
Salterio d'oro di San Gallo
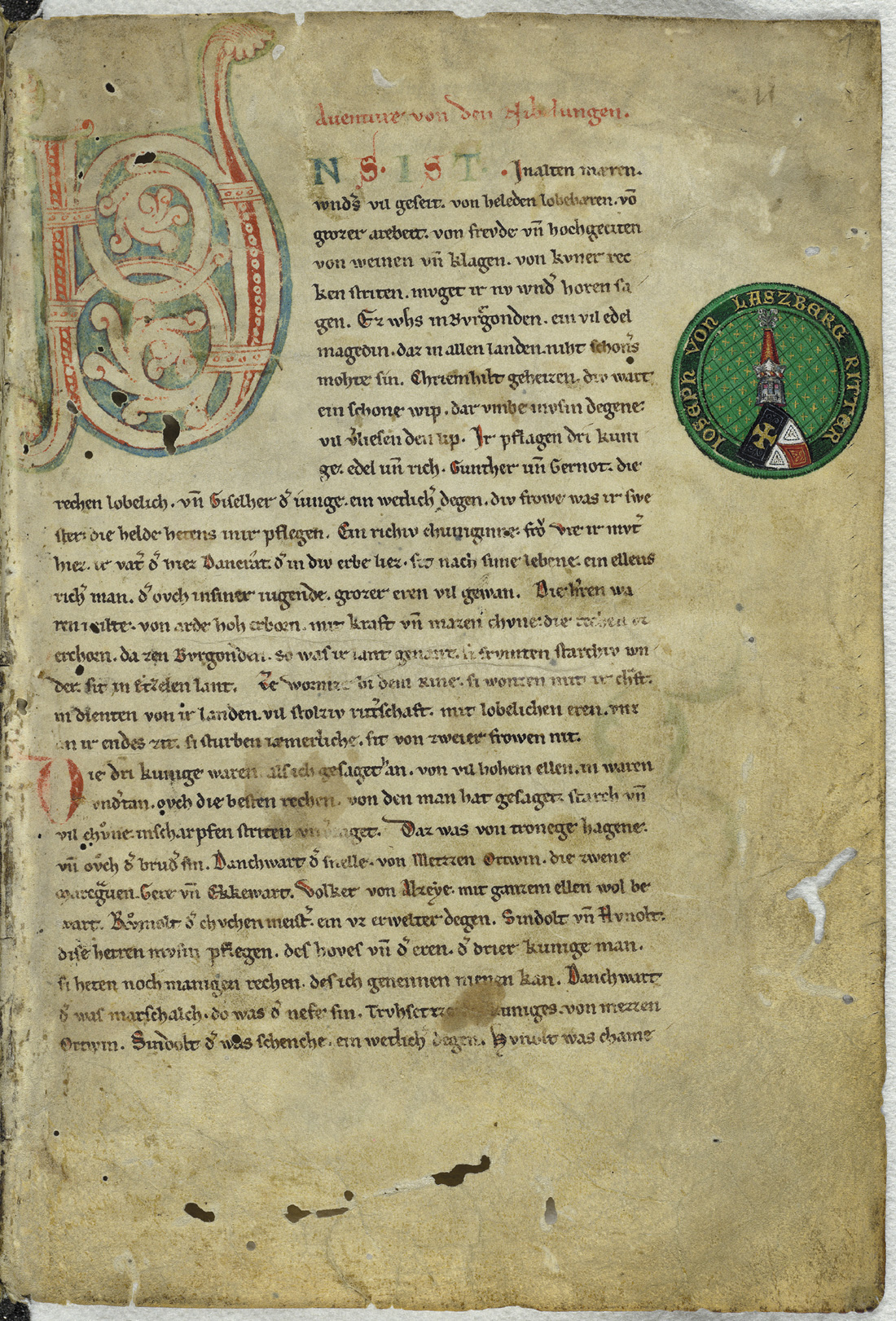
La Canzone dei Nibelunghi
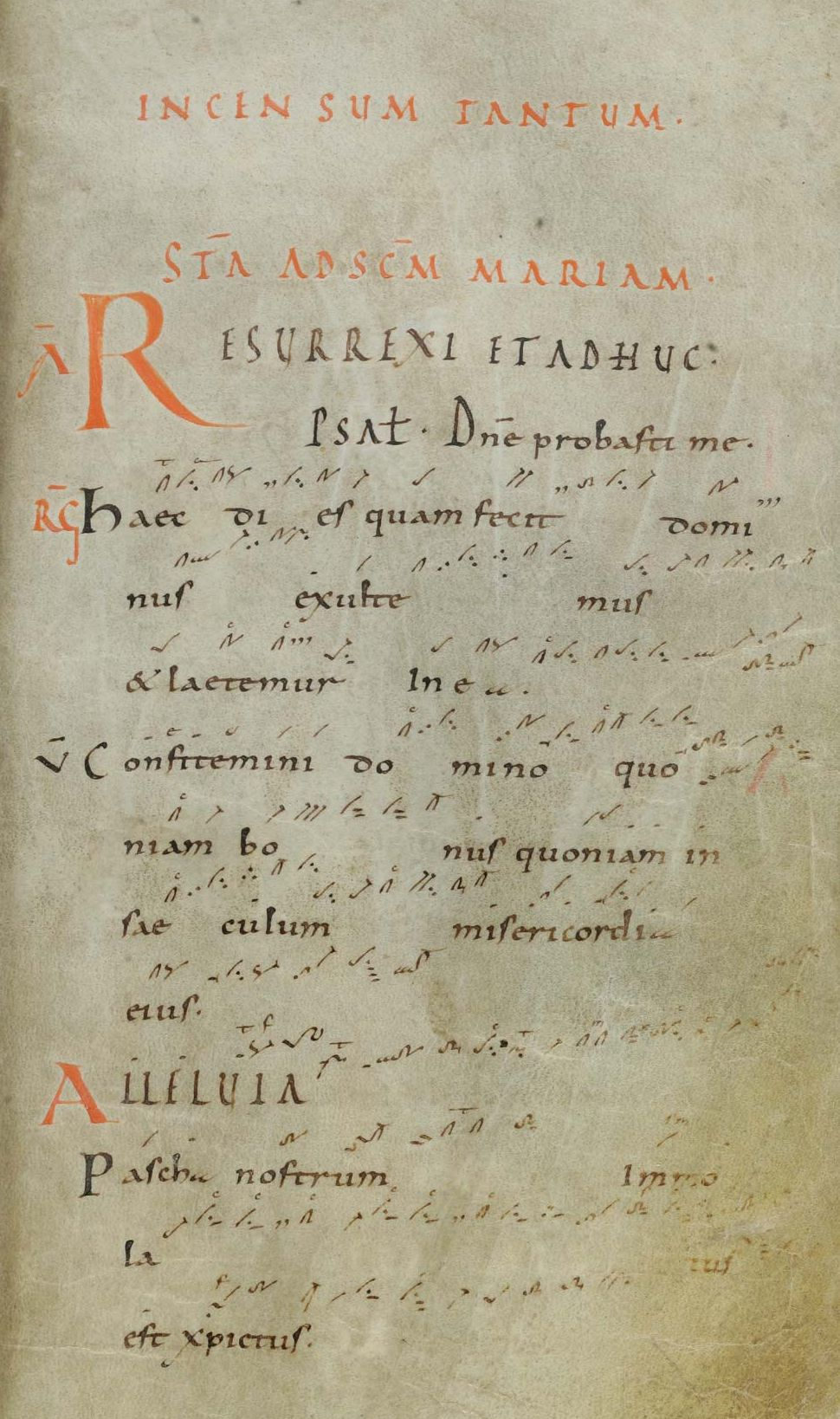
Cantatorium di San Gallo
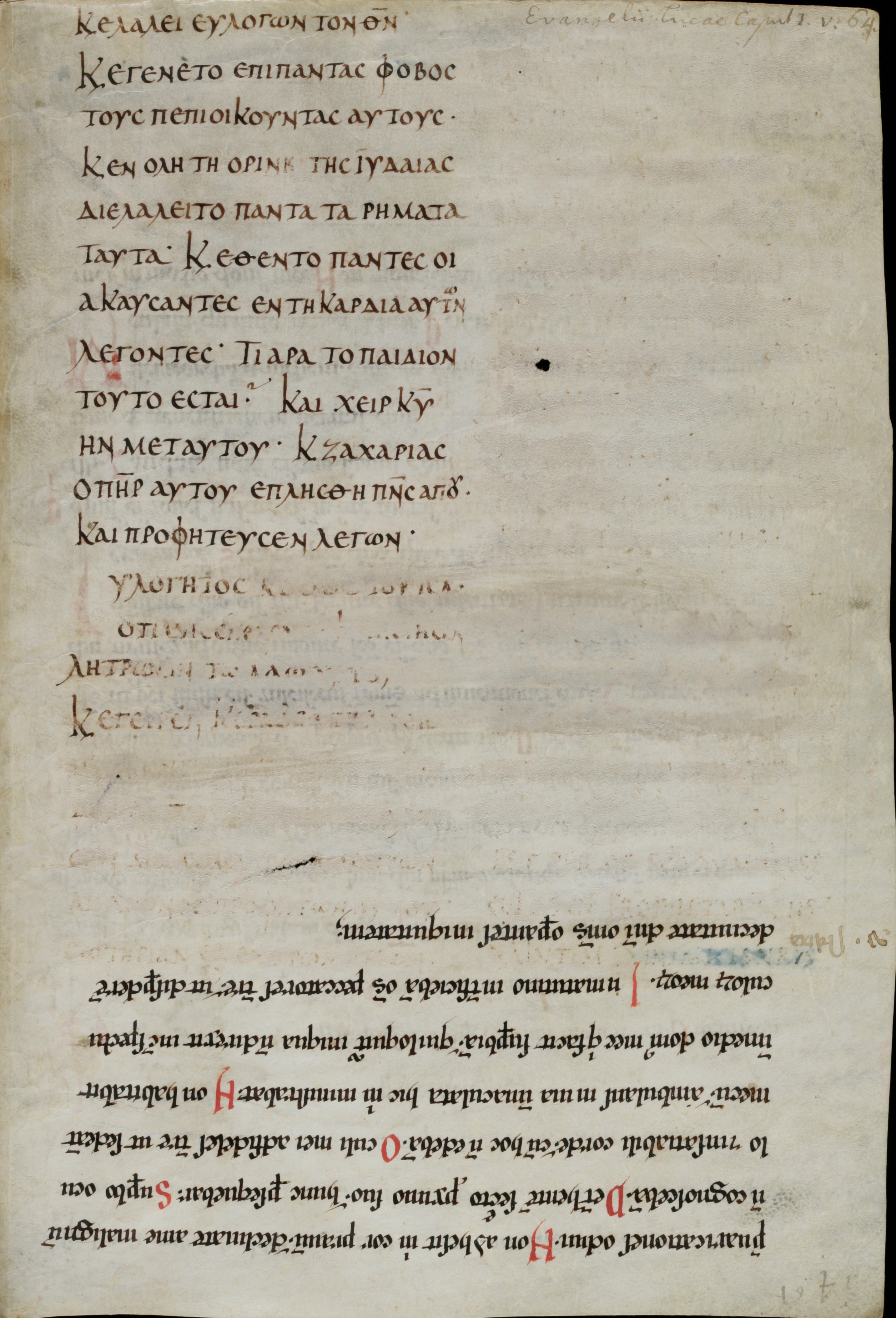
Onciale 0130
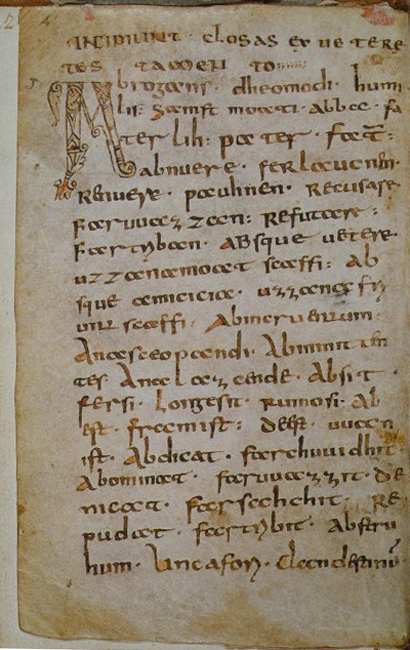
Codex Ambrogans
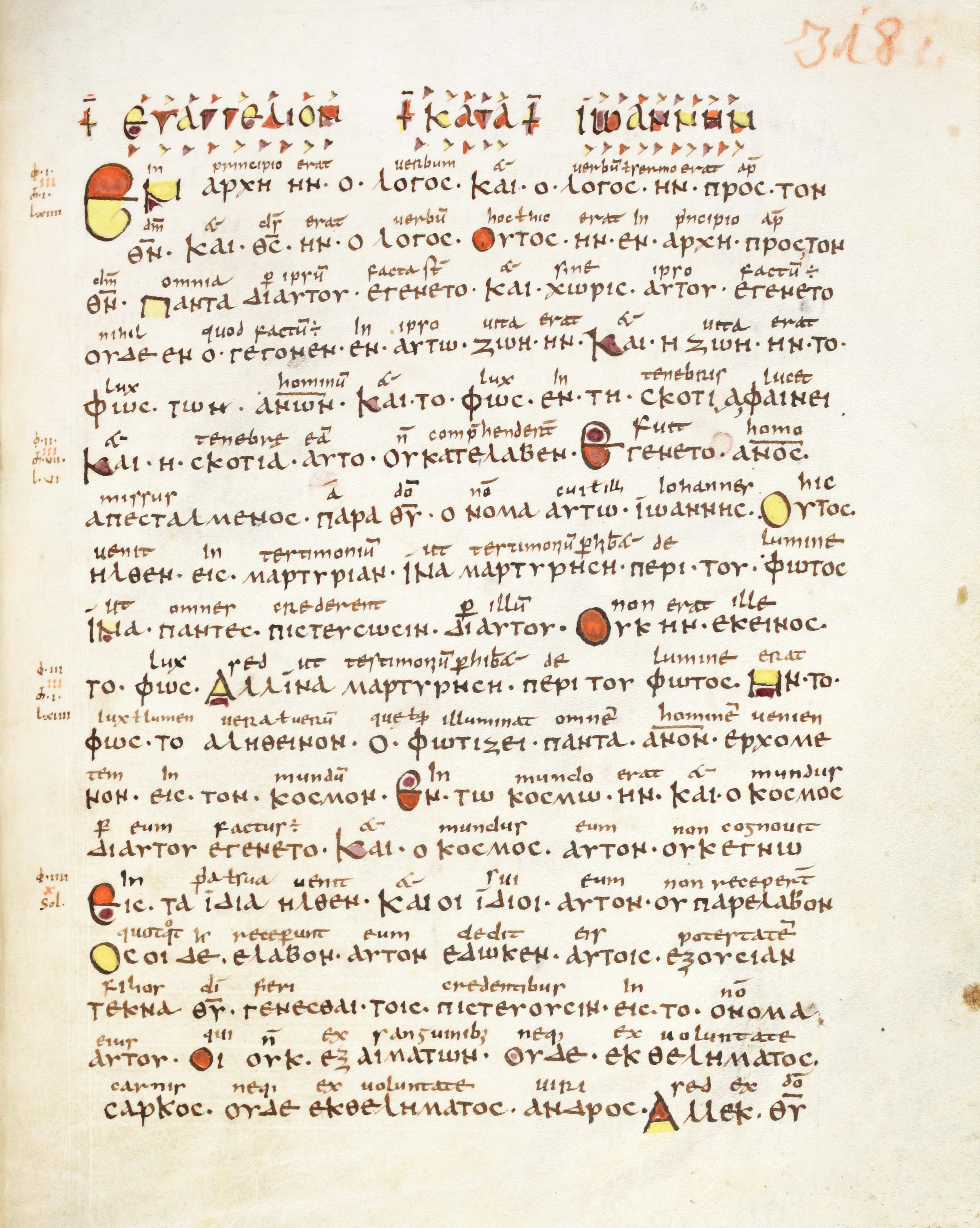
Codex Sangallensis 48
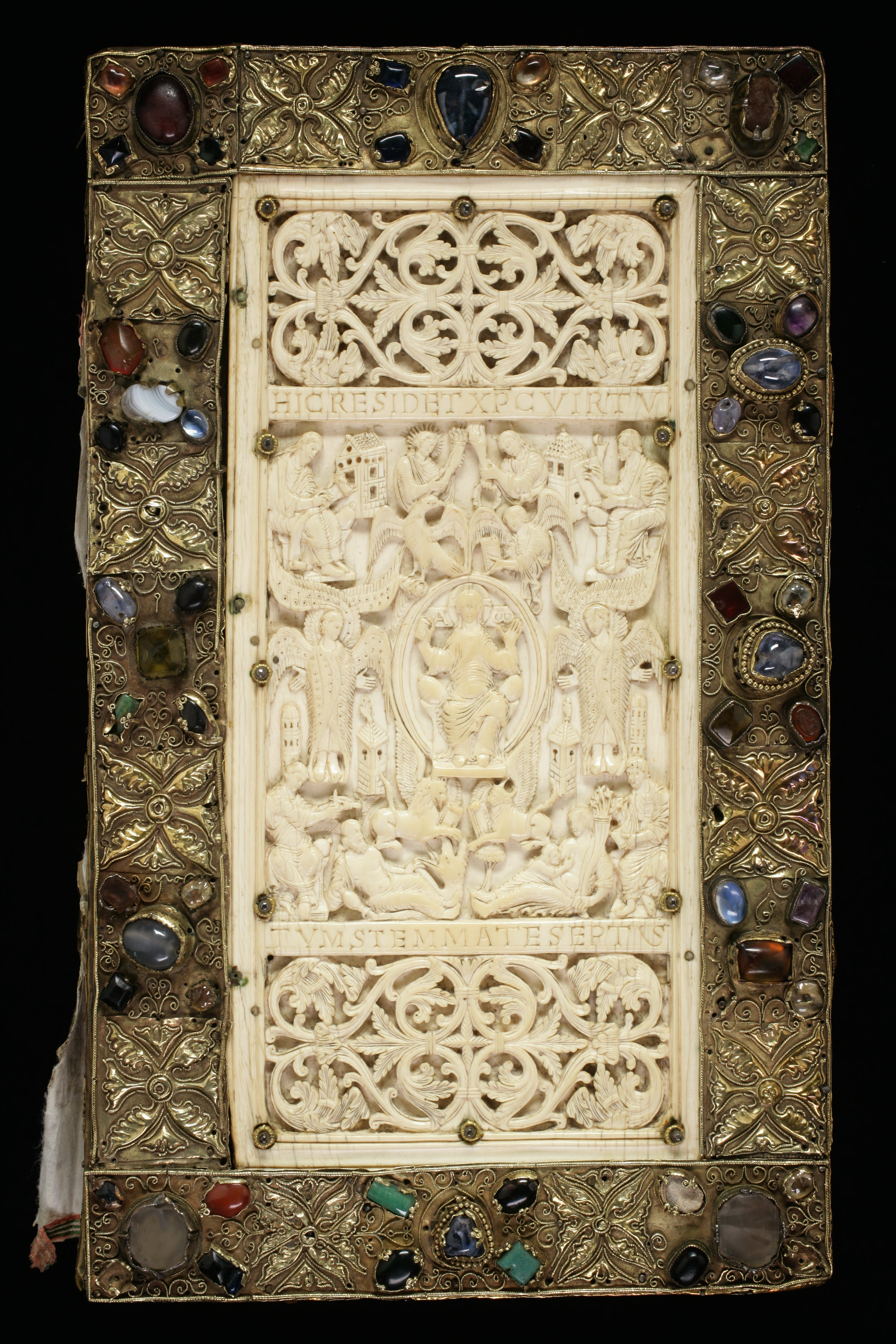
Codex Sangallensis 53
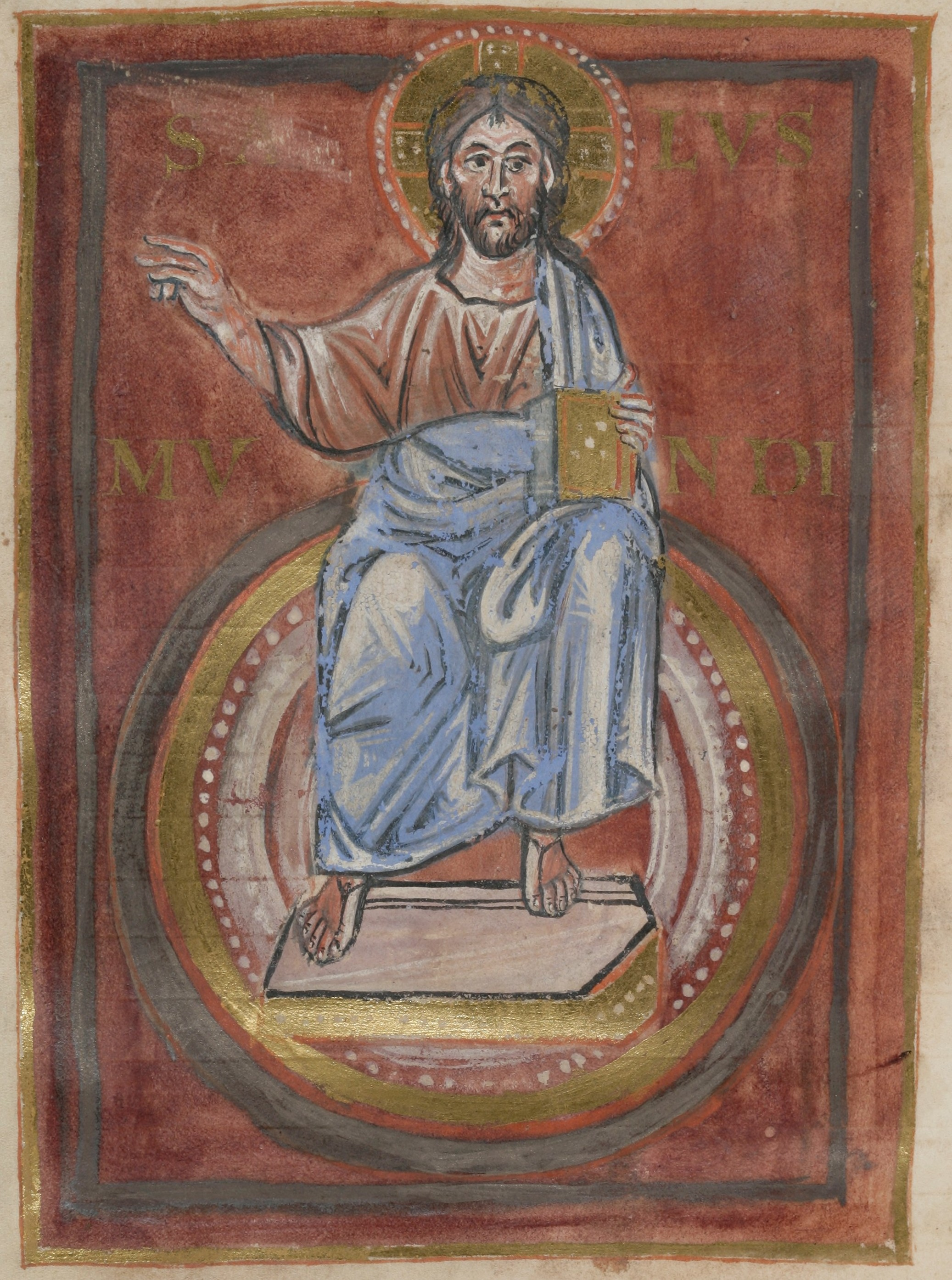
Codex Sangallensis 398
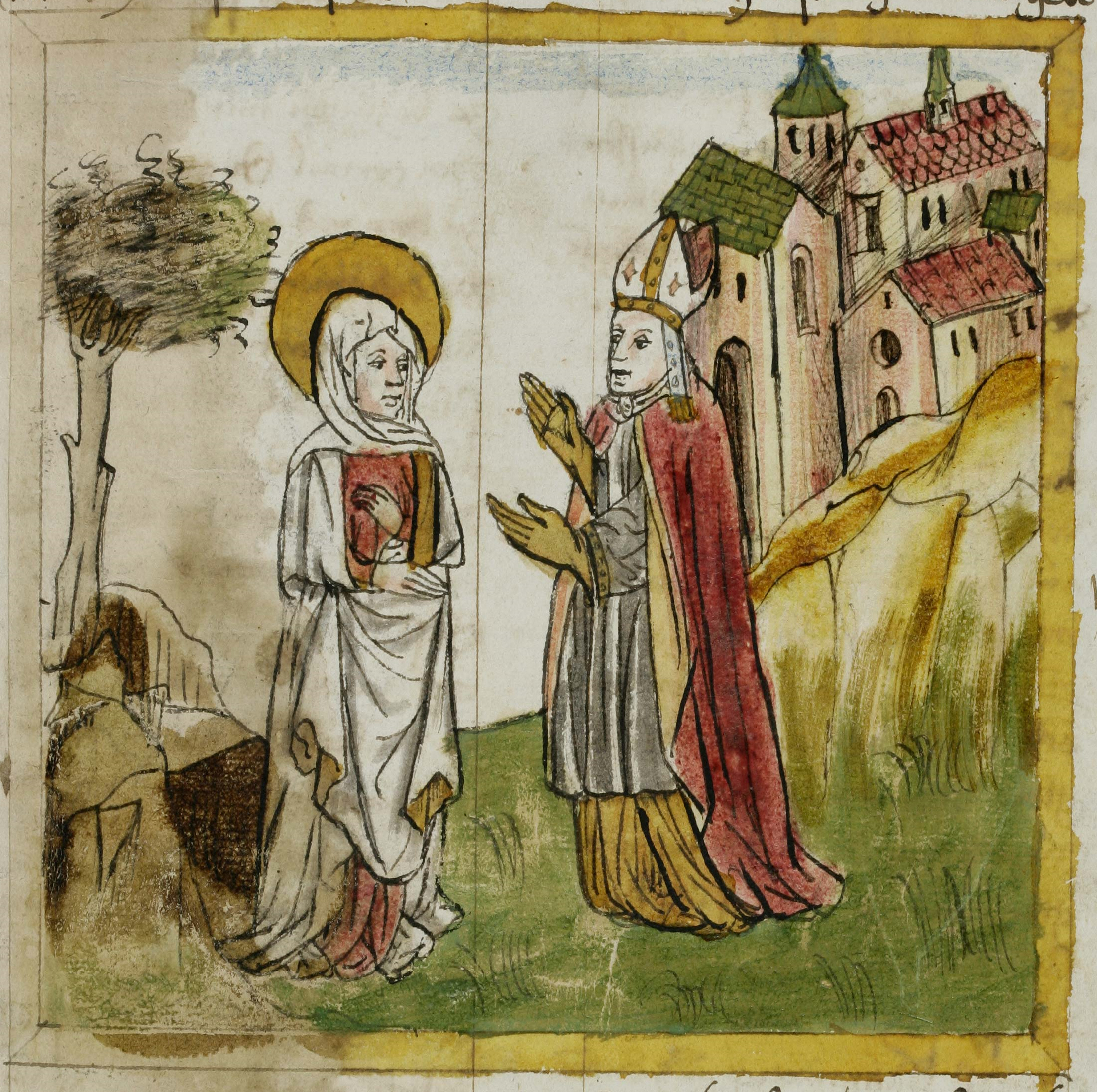
Codex Sangallensis 302
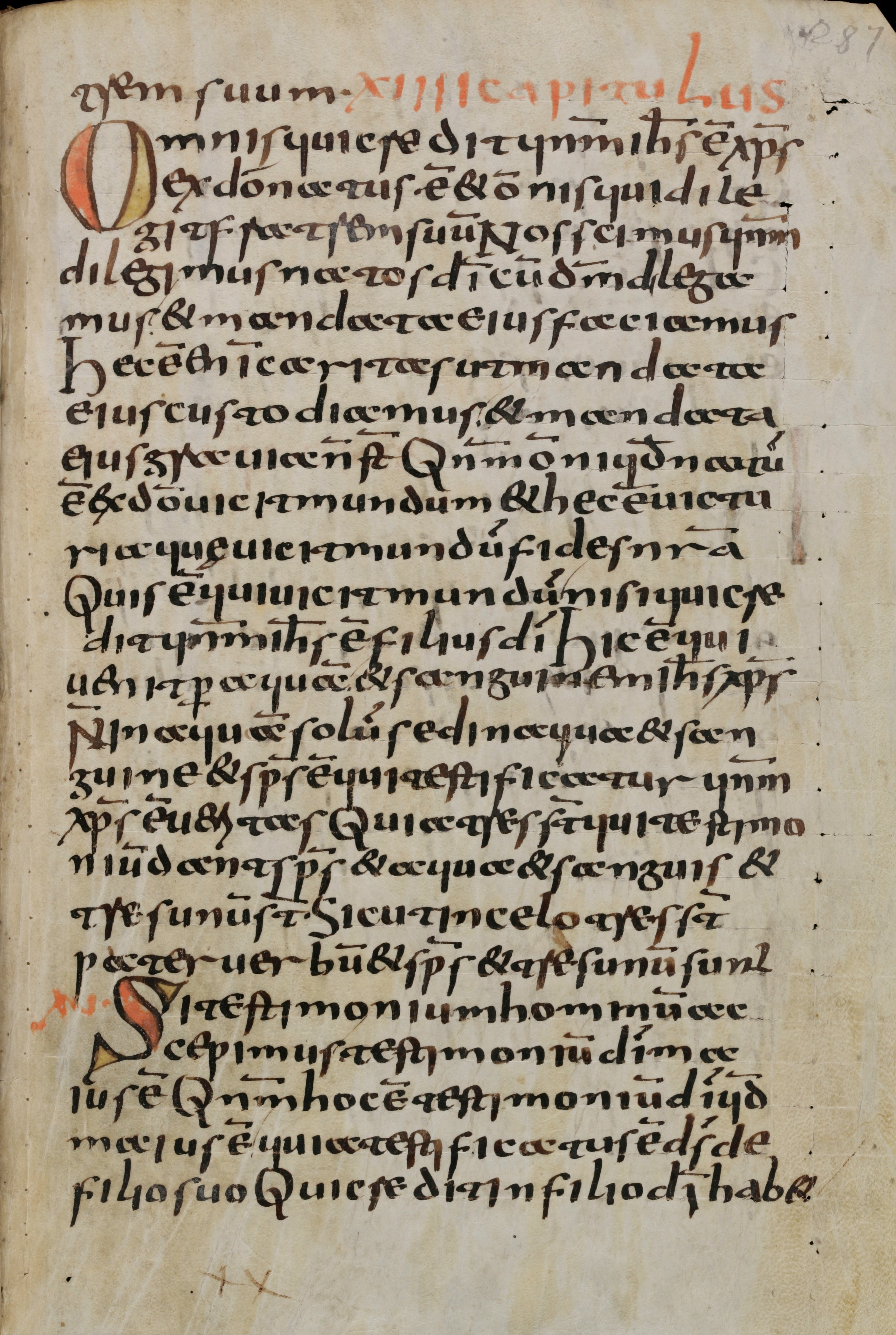
Codex Sangallensis 907

Circa 400 manoscritti ad oggi sono accessibili sotto forma di biblioteca numerica SU internet sul sito «Codici Elettronici Sangallesi (CESG)». Quest'ultimo essendo un progetto pilota di e-codices più di 600 manoscritti sono accessibili in questo sito in degna successione del progetto precedente.

La Biblioteca dell'abbazia di San Gallo è anche uno dei due centri di digitalizzazione di e-codices, basato nell'Università di Friburgo.

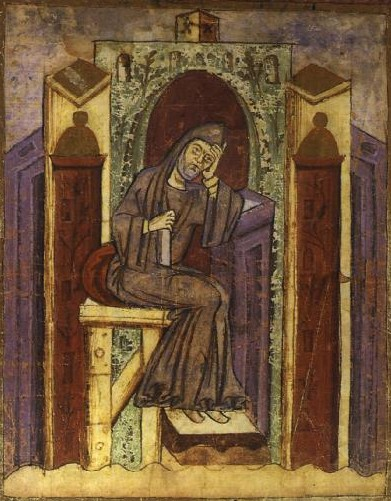
Notker I il Balbuziente (ca 840-912) professore e bibliotecario di San Gallo (scriptorium di San Gallo)

## Qualche personalità dell'Abbazia di San Gallo
- San Gallo di Svizzera (ca 550-646) fondatore abate di San Gallo circa 612
- Otmar di San Gallo (ca 690-759) secondo abate fondatore di San Gallo circa 720
- Waldo di Reichenau (740-814) abate di San Gallo, fondatore della biblioteca nel 782 circa
- Grimald di Wissembourg (ca 800-872) abate di San Gallo
- Notker I il Balbuziente (ca 840-912) musicante, scrivano, poeta, professore e bibliotecario di San Gallo
- Viborada (-926) religioso, prima donna canonizzata dal Vaticano
- Notker III il Tedesco (ca 950-1022) primo commentatore attivo di Aristotele, traduttore di testi classici e religiosi
- Eccardo IV (ca 980- ca1057) erudito, editorialista e poeta
- Melchior Goldast (1578-1635) giureconsulto, filologo, storico, linguista e bibliofilo protestante
- Céléstin II Gugger di Staudach (1740-1767) principe abate di San Gallo, ricostruisce la biblioteca in stile Barocco Rococò
- Beda Angehrn (1725-1796) professore e principe abate di San Gallo

## Romanzo e cinema
- Il romanzo Il nome della rosa di Umberto Eco del 1980 e l'omonimo film del 1986 per la regia di Jean-Jacques Annaud sono ispirati all'abbazia di San Gallo e alla sua biblioteca monastica.[3]